# نیروی دلتا
گروه عملیاتی نیروهای ویژه شماره یک-دلتا (SFOD-D) که معمولاً با نام‌های نیروی دلتا، و نیروی رزمی سبز شناخته می‌شود، یکی از نیروهای زبده عملیات ویژه نیروی زمینی ایالات متحده آمریکا است که تحت کنترل عملیاتی فرماندهی مشترک عملیات ویژه (JSOC) قرار دارد. وظایف محول شده به این نیرو، شامل نجات گروگان‌ها، ضدتروریسم، ممانعت، اقدام مستقیم و عملیات شناسایی ویژه علیه اهداف با ارزش بالا می‌شود. نیروی دلتا و همتای نیروی دریایی آن، DEVGRU (گروه توسعه جنگاوری ویژه نیروی دریایی)، یگان‌های مأموریت ویژه درجه ۱ ارتش ایالات‌متحده هستند که وظیفه انجام ماموریت‌های پیچیده، طبقه‌بندی‌شده و خطرناک که توسط مرجع فرماندهی ملی ابلاغ می‌شود را دارند.
نیروی دلتا در سال ۱۹۷۷ به پیشنهاد سرهنگ چارلی آلوین بکویث تأسیس شد. بیشتر اپراتورهای نیروی دلتا از نیروهای ویژه ستاد فرماندهی عملیات ویژه ارتش ایالات متحده آمریکا، هنگ ۷۵ تکاوران و همچنین از دیگر واحدهای عملیاتی خاص انتخاب می‌شوند.

## عملیات‌های نیروی دلتا
در ماجرای گروگان‌گیری در ایران که در سال ۱۹۸۰ اتفاق افتاد، این نیرو وظیفهٔ آزادسازی گروگان‌ها را بر عهده گرفت. از آن پس چنین ماموریت‌هایی را نیروی دلتا انجام می‌دهد. برخی از عملیات‌های این نیرو عبارتند از:
- انهدام یک تیم تروریستی در آمریکا با کمک اف‌بی‌آی (۱۹۷۹)
- عملیات پنجه عقاب (۱۹۸۰)
- گروگانگیری در خطوط هوایی خاورمیانه – کویت (۱۹۸۴) که با وارد شدن به هواپیما و کشتن گروگانگیرها خاتمه یافت
- گروگانگیری دیگری در همان خط هوایی (۱۹۸۴)
- انهدام گروهی از کمونیست‌ها در ویتنام که به منافع آمریکا ضربه می‌زدند. (۱۹۸۷)
- رهایی گروهی از گروگان‌های آمریکایی که در پاناما اسیر شده بودند. (۱۹۸۹)
- انهدام کامل یک سایت موشکی و مرکز راداری در شمال عراق
- کشتن یکی از سران القاعده به نام محمد فرح عیدید در موگادیشو
- مشارکت با هنگ ۷۵ تکاوران در حمله به محل اختفاء ابوبکر البغدادی در نزدیکی مرز ترکیه–سوریه (۲۰۱۹)
- همکاری در کشتن قاسم سلیمانی در عراق (۲۰۲۰)

این نیرو هم‌اکنون در کشورهای عراق و افغانستان در حال انجام مأموریت است.